# L'Affaire Redureau
L'Affaire Redureau  est un ensemble de documents d'André Gide publié en 1930 aux éditions Gallimard.

## Résumé
Cette affaire relate un fait divers qui s'est déroulé au Landreau le 30 septembre 1913 et a fasciné la France entière : Marcel Redureau tue sauvagement les sept membres de la famille de son patron — la famille Mabit et ses domestiques — à seulement 15 ans.

## Éditions
- L'Affaire Redureau, éditions Gallimard, 1930.